# Manobra de Matos

Demonstração da Manobra de Matos

Trata-se de uma técnica de terapia manual criada e registada pelo Dr. Nuno Matos em 2002. 
Esta manobra é baseada numa adaptação da posição de “long sitting” de David Butler, conjugada com a aplicação de uma pega craniana, tendo como objectivo, o alongamento da cadeia muscular posterior e das estruturas neuro-meníngeas, em simultâneo
A Manobra realiza o alongamento simultâneo das cadeias acima descritas, integrando igualmente a cadeia miomeníngea constituída pelos músculos suboccipitais e nomeadamente o pequeno recto posterior da cabeça com a dura-máter.

## Apresentação Científica
A Manobra de Matos foi apresentada no Estoril, no 1st International Congress of the Portuguese Association of Physiotherapists – Manual Therapy Special Interest Group (IFOMT – ECE) 2002; e em Barcelona, no 14th International WCPT Congress 2003

## Procedimento[1][2]

### Posição Inicial
O utente coloca-se na posição de sentado, com os membros inferiores ao longo da mesa de tratamento, mantendo os joelhos em extensão. Os membros superiores são colocados atrás das costas de uma forma relaxada, com as palmas das mãos viradas para o tecto. 

### Execução da manobra
O utente realiza o movimento de enrolamento do tronco e da sua cabeça. O clínico posiciona-se, em cima da mesa de tratamento, de frente para o utente mantendo os joelhos deste último em extensão e realiza uma pega craniana para favorecer o enrolamento da coluna. Esta é composta da seguinte forma: mãos com os dedos entreabertos de modo a que os polegares fiquem em contacto um com o outro sobre a abóbada craniana, o segundo e terceiro dedos no temporal e o quarto e quinto dedos junto ao occipital.
A manobra deve ser sempre associada ao movimento de flexão dorsal da articulação tibiotársica de modo a aumentar a tensão da cadeia posterior ou à mobilização da tibiotársica nos dois sentidos para restaurar eventuais movimentos de deslize ausentes entre as várias interfaces mecânicas fisiológicas existentes.

### Repetições
A manobra só deve ser realizada três vezes consecutivas, com a mobilização das tibiotársicas. Recomenda-se no entanto efectuar duas a três séries de três repetições.

### Alertas
- Antes da execução da Manobra deverá ser realizada uma avaliação da coluna cervical alta e do padrão respiratório com o intuito de se poder realizar a técnica com a devida segurança e controlo.
- É também preciso ter cuidado na forma em como se faz o enrolamento da cervical para não provocar asfixia pela compressão da glote, devido à flexão extrema da coluna cervical
- É normal sentir alguma dor nas regiões de maior retracção.

### Contra-Indicações
- Osteoporose precoce progressiva
- Insuficiência vertebro-basilar
- Instabilidade da coluna cervical
- Lesões da coluna cervical alta
- Inversões da curvatura cervical
- Discopatias cervicais agudas
- Síndrome de Arnold-Chiari
- Problemas respiratórios